# Felsritzung Horsahallen

Felsbildkonzentrationen in Schweden

Die Felsritzung Horsahallen (auch Histhallen) in Möckleryd bei Torhamn in der Provinz Blekinge in Schweden ist das größte Felsritzungsareal der Provinz. Die Petroglyphen sind in Gruppen im Halbkreis angeordnet. Zwei Pferdebilder gaben dem Platz den Namen.
Hier findet man auf einer Fläche von etwa 20,0 m Länge und 10,0 m Breite etwa 150 Figuren. Darunter sind 85 Schiffe, 20 Näpfchen, 18 Fußsohlen, 10 Tiere, zwei Menschen und mehrere unerklärliche Ritzungen.
Die Vielzahl der Ritzung in Horsahallen lässt darauf schließen, dass es sich um einen wichtigen Platz in der Bronzezeit gehandelt hat, auch wenn man nicht feststellen kann, ob es sich um eine Handelsniederlassung, einen saisonalen Treffpunkt oder einen Kultplatz handelte.
Auch die Ritzungen der beiden namengebenden Pferdedarstellungen lassen sich schwer deuten, nicht nur wegen der Verschiedenheit der Symbole, sondern auch, weil man im Laufe der Jahrhunderte die Abbildungen veränderte und ergänzte. Auch wenn z. B. die Schiffe in der damaligen Seefahrt eher mit dem Fischfang zu tun hatten, so rätselt man doch über die Symbolik an den Schiffen, die unter Umständen mit der nordischen Mythologie in Verbindung steht.